# Getik
Pour l’article homonyme, voir Getik (Gegharkunik).
Le Getik (en arménien : Գետիկ) est un cours d'eau d'Arménie et un affluent de l'Aghstev, donc un sous-affluent de la Koura.

## Géographie
Prenant sa source entre la frontière azerbaïdjanaise et le lac Sevan, dans le marz de Gegharkunik, la rivière s'écoule sur 48 km vers le nord-ouest avant de déverser ses eaux dans l'Aghstev (rive droite). Elle traverse notamment la ville de Tjambarak.